# The Haunted Honeymoon

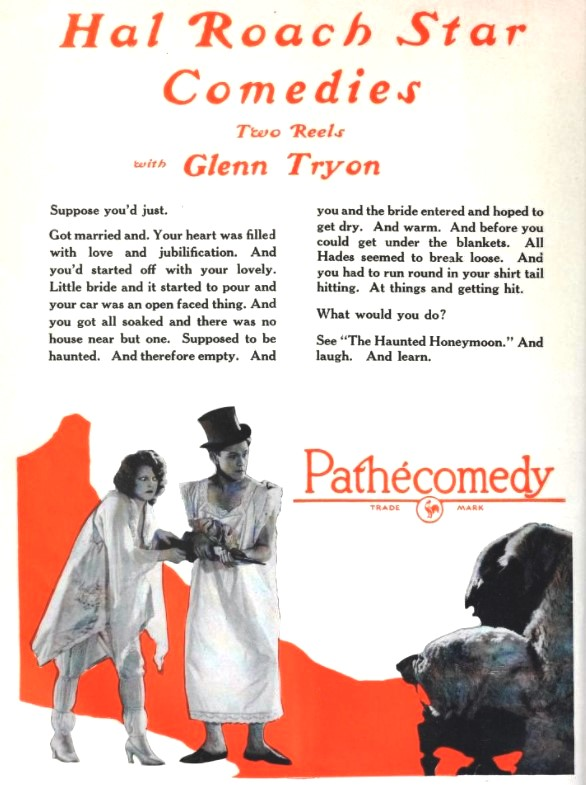
The Haunted Honeymoon

The Haunted Honeymoon é um curta-metragem de comédia mudo produzido nos Estados Unidos, dirigido por Fred Guiol e Ted Wilde, e lançado em 1925.